# Hladké Životice (przystanek kolejowy)
Hladké Životice – przystanek kolejowy (do czasu modernizacji odcinka linii kolejowej na trasie Hranice na Moravě – Studénka w latach 2001–2004 stacja kolejowa) we wsi Hladké Životice, w kraju morawsko-śląskim, w Czechach. Przystanek znajduje się na wysokości 250 m n.p.m. i leży na linii kolejowej nr 270.